# 1965 no jornalismo
Nesta página encontrará referências aos acontecimentos directamente relacionados com o jornalismo ocorridos durante o ano de 1965.

## Nascimentos

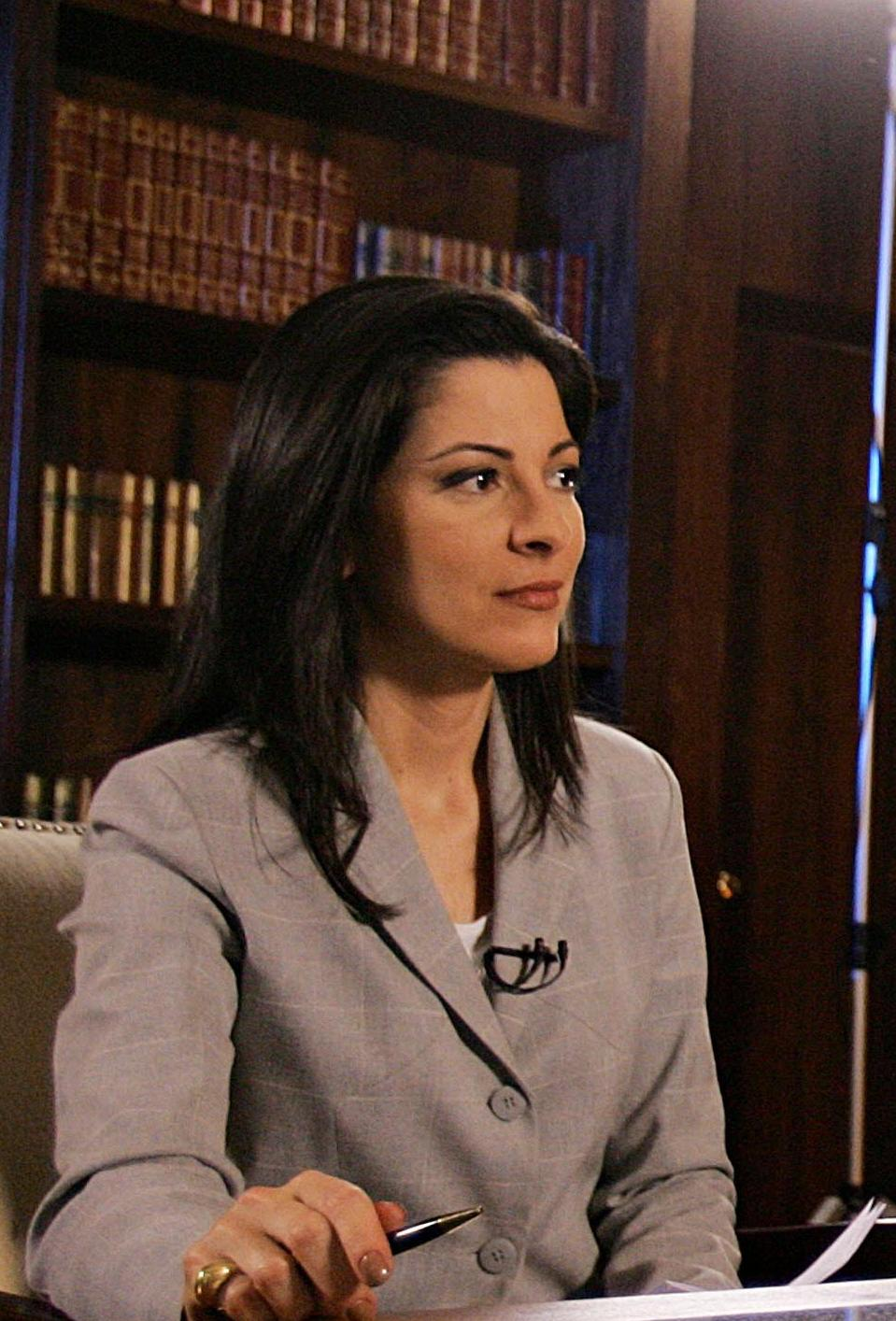
Ana Paula Padrão (25 de novembro)

| Data            | Nome                | Profissão                               | Nacionalidade | Observações | Ref |
| --------------- | ------------------- | --------------------------------------- | ------------- | ----------- | --- |
| 25 de fevereiro | Simone Saback       | compositora, escritora e jornalista     | Brasil        |             |     |
| 7 de abril      | Renata Ceribelli    | jornalista e apresentadora da televisão | Brasil        |             |     |
| 28 de agosto    | Gilberto Dimenstein | jornalista e escritor                   | Brasil        |             |     |
| 25 de novembro  | Ana Paula Padrão    | jornalista                              | Brasil        |             |     |

## Mortes
| Data | Nome          | Profissão             | Nacionalidade | Observações | Ref |
| ---- | ------------- | --------------------- | ------------- | ----------- | --- |
| ??   | Tito Carvalho | jornalista e cronista | Brasil        | n. 1896     |     |